# Maxine McKew
Maxine McKew är en australisk politiker (Australiens arbetarparti) och fd TV - journalist.
Besegrade den sittande premiärministern John Howard (liberal) i representanthusets enmansvalkrets Bennelong i Sydney 24 november 2007.